# Hotell Svea, Halmstad

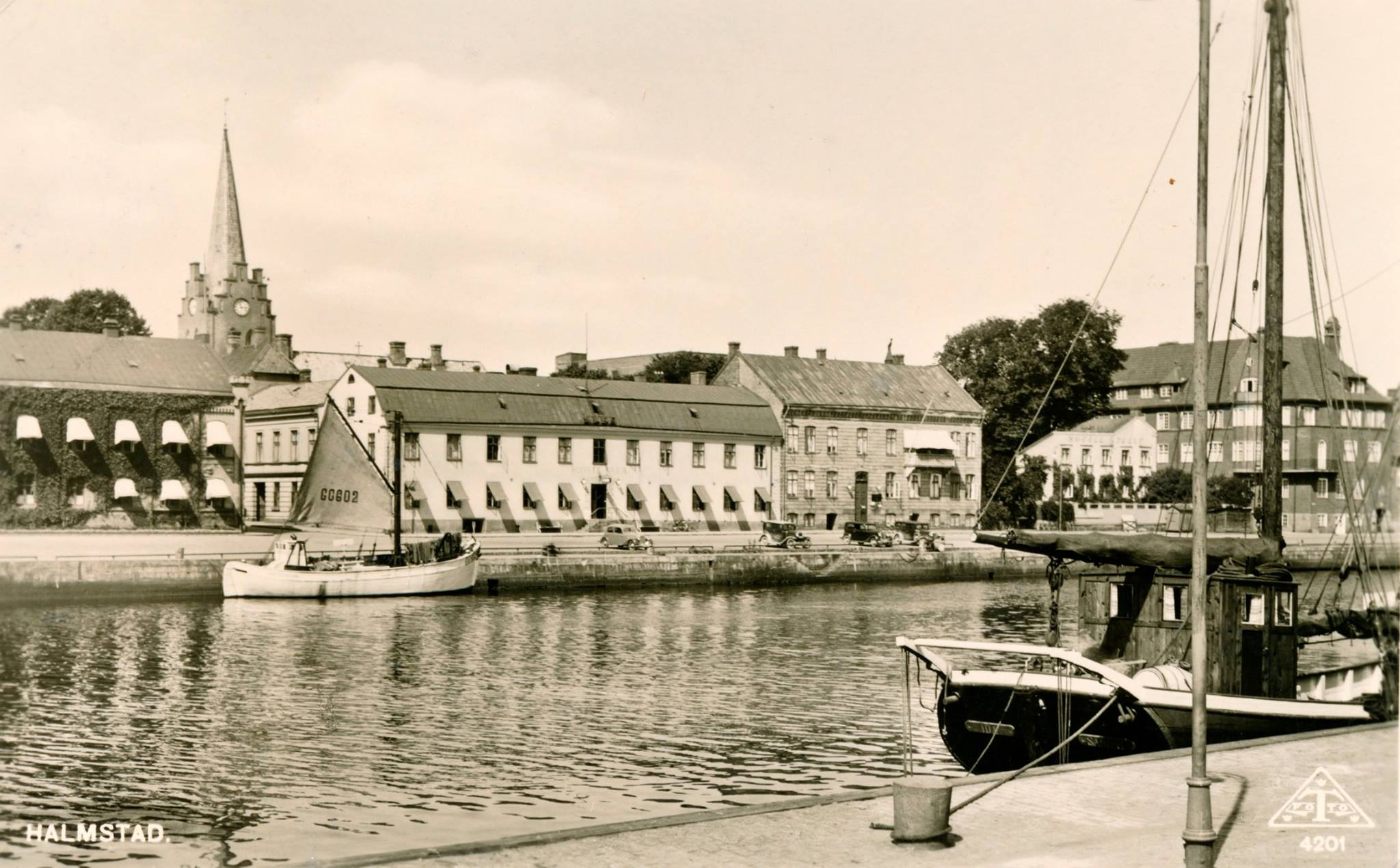
Hotell Svea på 1930-talet

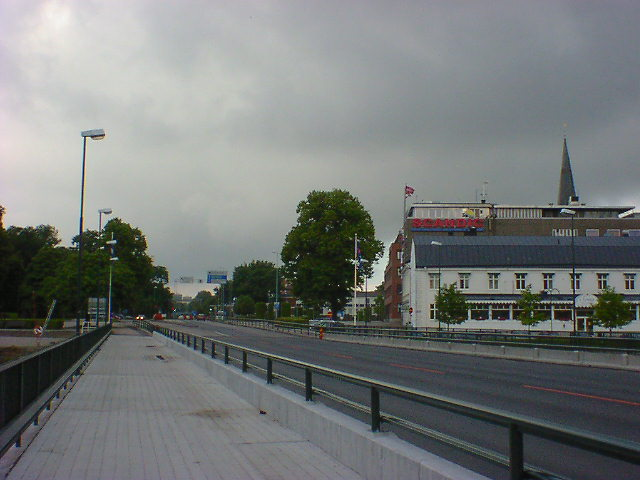
Slottsbron med Hotell Svea, efter 1956.

Hotell Svea var namnet på ett hotell vid Halmstad i Halmstad, som senare utgjort en del av Hotell Hallandia och Hotel Scandic Hallandia. 
Färgaren Isak Reinhold Wallberg köpte 1826 en mindre klädesfabrik. Han lät 1843-1844 uppföra en cirka 35 meter lång fabriksbyggnad vid Hamngatan, där drev han ylletextiltillverkning i vad som senare blev Wallbergs Fabriks AB, bland annat av uniformer till armén. Fabriken växte snabbt och hade redan i början av 1830-talet ett 30-tal arbetare. År 1850 tillträdde sönerna Isak och Wilhelm Wallberg som ledare för företaget och fabriken flyttade då till Slottsmöllan.
Värdshusägaren Isak Gabriel Wettermark på Eriksro, strax öster om Nissan, köpte 1855 fastigheten vid Hamngatan av Wallbergs och öppnade hotell och krog där. Efter konkurs övertogs fastigheten 1866 av muraren och sedermera byggmästaren Anton Johansson. Den större byggnaden på tomten hade 25 rum och kök och låg bra till för resande med Hallands Ångbåtsaktiebolags kustångare, som hade tilläggsplats intill. Johansson rustade upp hotellbyggnaden och öppnade 1869 verksamheten på nytt, åtminstone från 1871 under namnet Hotell Svea.
År 1968 öppnade hotellet i en angränsande nyuppförd sex våningar hög byggnad som hotell Hallandia, med ingång från Storgatan, vilken hade ritats av Hugo och Lis Höstrup. Den gamla hotellbyggnaden moderniserades och integrerades med den nya hotelldelen. 
På 1980-talet köptes hotellet av Scandic och bytte namn till Scandic Hallandia. Restaurangen har kvar namnet Svea.